# 세가 메가 젯

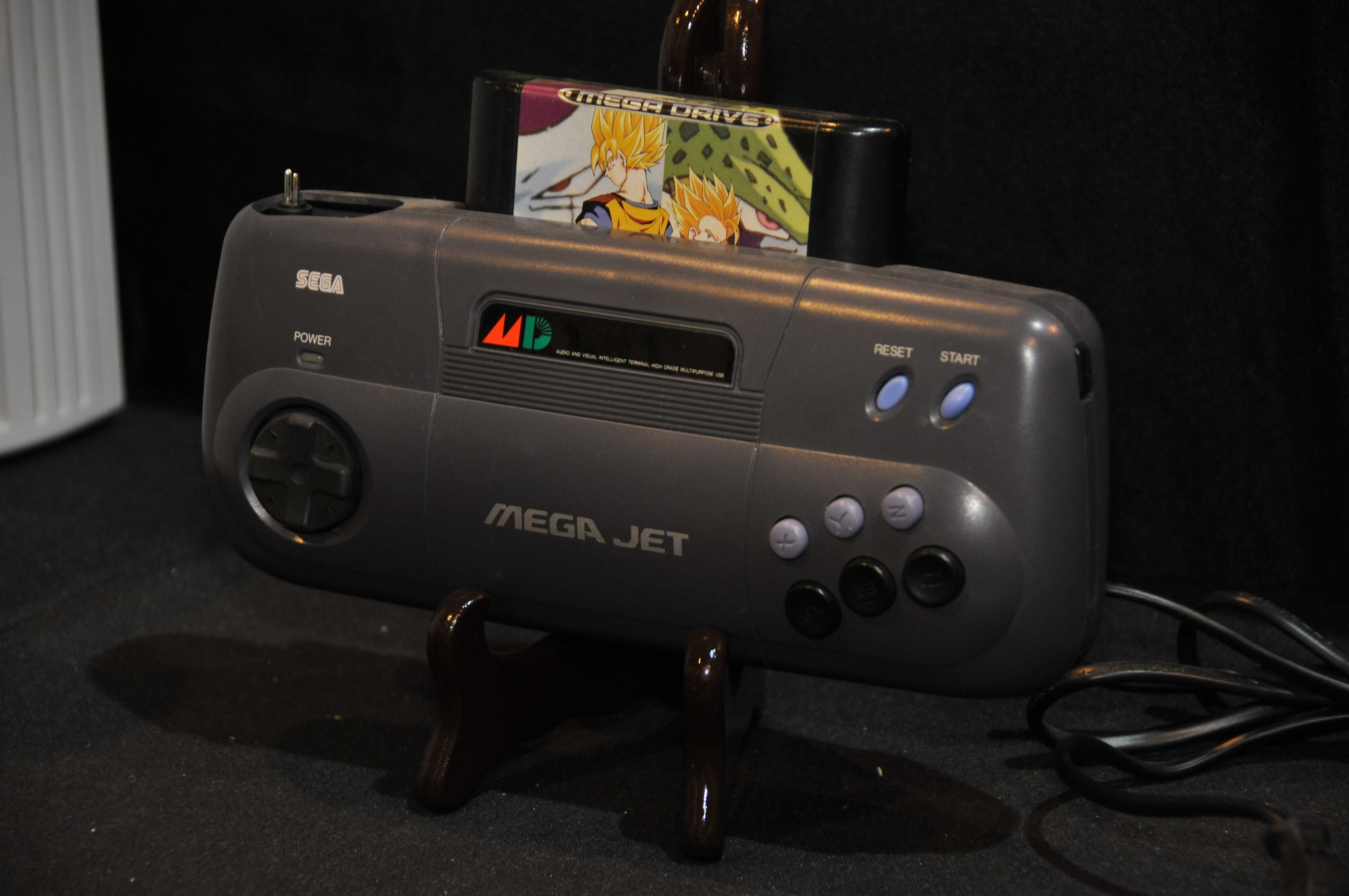

세가 메가 젯은, 1990년대 제조된 JAL에서만 사용가능하였던 세가의 휴대용 게임기이다. 이 게임기는 총 6버튼과 스타트, 십자키, 리셋, 그리고 파워 버튼이 있었으며, 메가 드라이브의 게임이었던 슈퍼 모나코 GP, 소닉 더 헤지호그 3등 총 4가지 게임을 즐길 수 있었다.
판매용 버전의 메가 젯은 15,000엔의 가격으로 1994년 3월 10일에 발매되었는데, 이것 역시 항공기 버전과 마찬가지로 AC배터리를 제외한 충전 또는 스크린의 부동성을 막을 수는 없어 극소수의 백화점에서만 팔렸다. 하지만 이것은 이후 북미에만 발매된 노매드에 영감을 주기도 했다.